# Faye Smythe
Faye Smythe (* 25. November 1985 in Kapstadt, Südafrika) ist eine neuseeländische Schauspielerin. Sie ist vor allem für ihre Rolle als Krankenschwester Tania Jeffries in Shortland Street bekannt.

## Leben
Smythe ist eine Mulattin. Mit elf Jahren zog ihre Familie nach Neuseeland. Dort beendete sie die High School und begann ein Studium der Kommunikationswissenschaften. Sie verließ das College aber vorzeitig, um Fitnesstrainerin zu werden. Daneben wollte sie als Schauspielerin arbeiten, beschloss aber nach mehreren erfolglosen Vorsprechen ein Jahr keine Vorsprechen zu besuchen und sich wieder an der Universität einzuschreiben. Als sie die Rolle in Shortland Street erhielt, wurde sie Schauspielerin.

## Filmographie (Auswahl)
| Jahr            | Titel                | Rolle          |
| --------------- | -------------------- | -------------- |
| 2006–2010, 2012 | Shortland Street     | Tania Jeffries |
| 2010            | Legend of the Seeker | Sister Merissa |
| 2011            | Love Birds           | Susan          |
| 2012            | Auckland Daze        | Fay            |
| 2013            | House Husbands       | Dr. Buxton     |
| 2017            | West of Sunshine     | Karen          |
| 2018            | Click                | Mother         |
| 2019            | Bad Mothers          | Faith          |
| 2019            | Help the Series      | Annie          |
| 2020            | Darker, Darkest      | The Woman      |